# 李霖恩
李霖恩（Glen Lee Lam Yan，1979年11月8日—），畢業於第17期無綫電視藝員訓練班（2003年），曾為無綫電視無綫電視基本藝人合約藝員。已故前保安局局長李少光之獨子。已婚，育有一子一女。他曾為DBC數碼電台的唱片騎師。

## 簡歷
李霖恩曾就讀香港拔萃男書院，於13歲開始留學英國南部的Lancing College。返回香港後就讀香港理工大學機械工程系，但只讀了一個學期便輟學。他後來加入經理人公司擔任製作助理。他於2001年入讀第17期無綫電視藝員訓練班，亦曾修讀澳洲查爾斯史都華大學（Charles Sturt University）的葡萄栽培及葡萄酒工藝學學士課程（現已畢業）。
2008年2月24日，李霖恩與相戀多年的女朋友方燕凌（Candy）結婚。2009年10月5日剖腹分娩誕下女兒。2012年7月5日，其妻再誕下兒子。一對子女在李霖恩的母校拔萃小學讀書。
2015年6月17日，李霖恩在尖沙咀駕駛時被警員截停，當時經過「吹波仔」呼氣測試，發現他酒精濃度超標，警員將他拘捕後在警署內進行呼氣測試，發現他在100毫升的呼氣中，其酒精比例是36微克，超出法例的22微克。7月17日李於九龍城裁判法院承認一項醉酒駕駛罪，被判罰款4000元及停牌12個月，並需要出席強制駕駛改進課程。
2018年，李霖恩搖身一變成為導演兼經理人公司老闆，開戲之餘又簽下陳偉琪、杜大偉、湯沛宜、賴嘉瑩及Sugar Baby等藝人 ，主力為「綠葉」及新人謀出路。同年4月，李霖恩投資七位數大搞歌舞劇《我就嚟係歌手》，負責編劇、導演兼演出，誓要發揚獅子山下的「香港精神」。

## 演出作品

### 電視劇（無綫電視）
2001至2002年
- 皆大歡喜(古裝) 飾 路人、放數佬、街坊、小販、山賊、小二、乞丐、書生、守衛、客、路人、夫、荷官、家丁、官差、南瓜大將軍、侍衛

2002年
- 洛神 飾 銅鞮家丁

2003年
- 洗冤錄II 飾 下人（第2集）、家丁（第3-4集）、考生甲（第14集）
- 十萬噸情緣 飾 侍應（第14集）
- 當四葉草碰上劍尖時
- 金牌冰人 飾 彭公子
- 律政新人王
- 美麗在望 飾 路人（第1集）
- 衝上雲霄 飾 助手（第26集）
- 西關大少 飾 楊律師 (第16集)
- 九五至尊 飾 廣州雜技團隊員

2003至2005年
- 皆大歡喜 (時裝) 飾 茶客（第5集）、記者（第27集）、司機（第34集）、侍應（第60集）、侄仔（第97集）、男演員（第123集）、售貨員（第130集）、VCD伙記（第140集）、婆子（第162集） 郵差（第203集）、醫生（第224集）、金毛強（第383集）、經理（第434集）

2004年
- 烽火奇遇結良緣 飾 侍衛
- 怪俠一枝梅 飾 東廠侍衛
- 無名天使3D 飾 雪糕仔
- 隔世追兇 飾 探員

2005年
- 甜孫爺爺 飾 宗
- 老婆大人 飾 狗場職員 (第20集)
- 學警雄心 飾 李承志
- 酒店風雲 飾 記　者
- 水滸無間道 飾 馬志明

2007年
- 兩妻時代 飾 少　男
- 通天幹探 飾 事務律師（成子謙之助手）

2008年
- Click入黃金屋 飾 Herman

2009年
- 學警狙擊 飾 李承志
- 烈火雄心3 飾 Vincent（九龍城消防局消防員）

2010年
- 秋香怒點唐伯虎 飾 將軍
- 天天天晴 飾 巫仕得

2011年
- 依家有喜 飾 Danny
- 女拳 飾 馮律師
- 誰家灶頭無煙火 飾 何家明

2012年
- 心戰 飾 Edwin
- 衝呀！瘦薪兵團 飾 方啟邦（Alvin）
- 護花危情 飾 周志華
- 回到三國 飾 軍謀校尉

2012至2016年
- 愛·回家 (第一輯) 飾 樓尚友（Anthony）/古里梧島王子（Prince）
- 愛·回家 (第二輯) 飾 樓尚友

2013年
- 仁心解碼II 飾 歐子軒
- 神探高倫布 飾 司徒輝
- 巨輪 飾 Danny仔

2014年
- 忠奸人 飾 洪國棟

2015年
- 東坡家事 飾 王雱
- 梟雄 飾 楊基
- 刀下留人 飾 墨守成

2016年
- 鐵馬戰車 飾 蕭家諾
- 警犬巴打 飾 成隋
- 公公出宮 飾 古醫生
- 廉政行動2016 飾 馬家富
- 純熟意外 飾 Jason

2016至2017年
- 愛·回家之八時入席 飾 江明

2017年
- 與諜同謀 飾 唐致遠（David）

2018年
- 跳躍生命線 飾 常朗天
- 是咁的，法官閣下 飾 陸偉賢

2019年
- 她她她的少女時代 飾 Diamond一鳥
- 丫鬟大聯盟 飾 日光

2020年
- 黃金有罪 飾 Alan

### 電影
- 2003年：行運超人 飾 警察
- 2004年：驚心動魄
- 2004年：爆裂都市

## 主持節目
- 蔥蔥闖地球
- 放學ICU
- 爸B也Upgrade（2013）
- 爸B也Upgrade 2（2014）

## 音樂作品

### 歌曲
- 投投籃球（與鄧健泓、蔡淇俊、劉家聰、李泳漢、張國洪合唱）

## 獎項提名
- MY AOD我的最愛頒獎典禮2012：我的最愛最具潛質男藝員：《心戰》飾 Edwin

## 文獻參考
1. ↑  陳嘉韻. . GRATEFUL.   [2018-11-23]. （原始内容存档于2020-09-08）.
2. ↑  . 東方日報. 2009年8月10日  [2018-07-06]. （原始内容存档于2020-09-08）.
3. ↑  . Sunday Kiss. 4月6日  [2018-07-06]. （原始内容存档于2018-07-06）.
4. ↑  .   [2004-08-13]. （原始内容存档于2004-08-13）.
5. ↑  .   [2008-11-23]. （原始内容存档于2009-10-29）.
6. ↑  . 明周娛樂. 2019-11-07  [2019-11-16]. （原始内容存档于2019-11-16） （美国英语）.
7. ↑  . 明報. 2015-07-17  [2020-01-27]. （原始内容存档于2020-09-08）.
8. ↑  李霖恩為綠葉謀出路-開經理人公司兼擲七位數搞歌舞劇
9. ↑  .   [2020-11-20]. （原始内容存档于2019-09-20）.

## 外部連結
- 李霖恩的Facebook專頁
- 李霖恩的新浪微博